# Dyrøya (Troms)
69°02′35″N 17°25′37″Ø / 69.04306°N 17.42694°Ø
 For alternative betydninger, se Dyrøya. (Se også artikler, som begynder med Dyrøya)
Dyrøya er en ø i Dyrøy kommune i Troms og Finnmark fylke i Norge. Øen ligger mellem Senja og fastlandet, sydvest for Brøstadbotn, der er kommunecenter i Dyrøy. Vest for øsen ligger Tranøyfjorden, og Dyrøya er knyttet til fastlandet med Dyrøybrua som krydser Dyrøysundet mod vest. Broen, der ligger på nordspidsen af øen, blev åbnet i 1994. I Holm på Dyrøya ligger Dyrøy kirke fra 1880.
Den største sø på Dyrøya er Kalvøyvatnet (ofte kaldt Kalvøya), som ligger i 187 meters højde over havet, midt mellem Bergsheia og Mossheia. Den enkleste opgang til søen er fra Forså ca. 1km sydvest for Dyrøy kirke.

## Befolkning
Dyrøya havde i 2009 170 indbyggere , fordelt på tre områder (grunnkretse):
- Dyrøyhamn 52
- Merkesnes 76
- Espejord 42

Dyrøyhamn omfatter den sydlige del af øen; Merkesnes og Espejord den nordlige. Den største bygd, Langhamn, ligger i Merkesnes . Folketallet på øen går gradvis nedad.

## Hagenes
Under anden verdenskrig blev Hagenes på sydspidsen af Dyrøya brugt som kanonstilling af tyskerne for at overvåge Tranøyfjorden. Der er ca. fire bunkere på Hagenes og fire kanonstillinger. Bunkerne og kanonstillingene blev bygget af russiske krigsfanger. Under bygningsarbejdet blev en russer ved navn Alexej skudt, da han forsøgte at flygte. Dette er det eneste dokumenterede drab på Hagenes under anden verdenskrig.